# Luxemburgi Mária francia királyné

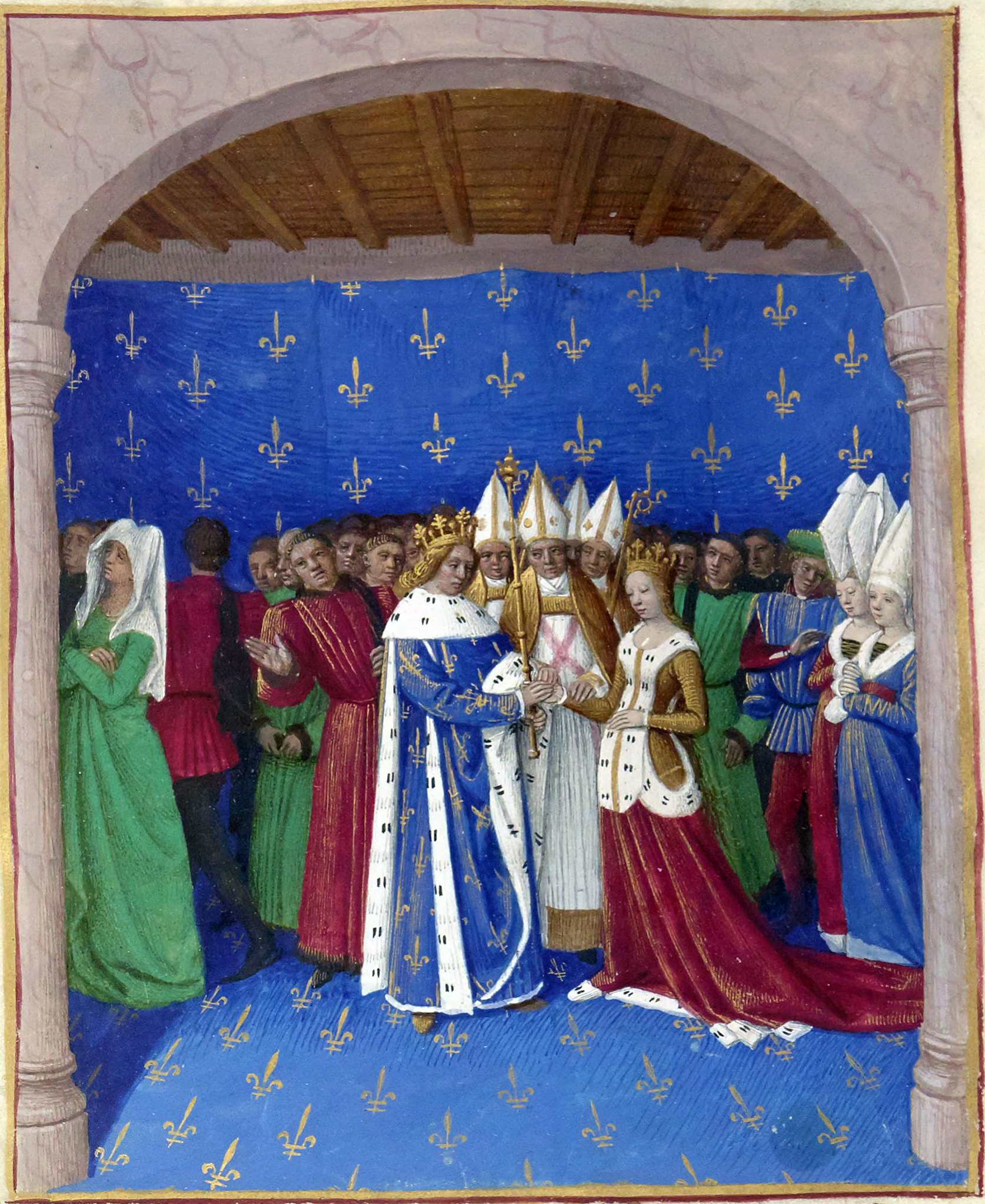
IV. Károly és Luxemburgi Mária házasságkötése

Luxemburgi Mária (1305 k. – Issoudun, 1324. március 21.) Franciaország királynéja, IV. Károly francia király második felesége, VII. (Luxemburgi) Henrik német-római császár és Brabanti Margit leánya volt.

## Élete
Az 1322. január 3-án trónra lépő IV. Károly házasságát a Nesle-torony botrányában kompromittálódott, 1314 óta rabságban tartott Burgundi Blankával 1322. május 19-én bontotta fel XXII. János pápa. A még fiatal, ám gyermektelen király új feleség után nézett; a császárleánnyal szeptember 21-én házasodott össze Provins városában.
A frigy rövidnek bizonyult. 1323-ban Mária egy halott leányt hozott világra, de hamarosan ismét teherbe esett. Az állapotos királynő azonban Issoudun mellett súlyosan megsérült egy kocsibalesetben, aminek következtében idő előtt hozta világra fiát, aki hamarosan meghalt. A 19 éves Mária nemsokára maga is elhunyt sebesülései következtében. Montargis-ban, a domonkosok templomában temették el.